# Comhaltas Ceoltóirí Éireann
Comhaltas Ceoltóirí Éireann (Gathering/Brotherhood of Irish Musicians in het Engels), is een organisatie in Ierland die zich bezighoudt met het promoten van Ierse muziek, zang, dans, en taal. De organisatie werd in 1951 gesticht door een groep van uilleann pipers met Paddy Tunney als voorzitter.

## Het doel van de organisatie is
- Het promoten van de traditionele muziek van Ierland in al zijn vormen;
- Het bevorderen van het spelen van de harp en de uilleann pipes in het nationale leven van Ierland;
- Het promoten van de traditionele Ierse dansen;
- Het bevorderen van het gebruik van de Ierse taal (het  Gaelic);
- Het creëren van een band tussen alle liefhebbers van Ierse muziek;
- Met iedereen samenwerken om de nationale cultuur van Ierland te verstevigen;
- Het oprichten van afdelingen om alle bovengenoemde doelen te kunnen bereiken zowel in Ierland of daarbuiten.

Comhaltas  heeft momenteel 30.000 leden in 400 afdelingen in een aantal landen in de wereld.  In deze afdelingen worden door Comhaltas 1000 lessen per week gegeven in het uitvoeren van Ierse muziek.